# Верхнє Уеле
Верхнє Уеле (фр. Haut-Uele) - провінція Демократичної Республіки Конго, розташована на півночі-сході країни.

## Географія і населення
До конституційної реформи 2005 провінція Верхнє Уеле була частиною колишньої Східної провінції. Адміністративний центр - місто Ісіро. Свою назву провінція отримала від річки Уеле, яка протікає по її території.
Населення провінції - 1 920 867 чоловік (2005) .

## Території
- Дунгу[en]
- Фарадже[fr]
- Ніангара[fr]
- Рунгу[en]
- Вамба
- Ватса[fr]

### Села
- Макомбо[en]